# Team deathmatch
Team deathmatch is een spelmodus die vaak bij computerspellen wordt gebruikt, als die online of via LAN worden gespeeld. De term team deathmatch komt oorspronkelijk van de vorm deathmatch waarbij iedereen in het spel tegen elkaar speelt en wordt gewonnen door de meeste tegenstanders te vermoorden. Bij team deathmatch zijn de spelers verdeeld in twee of meer teams, waar de scores van de individuele spelers bij de score van hun team wordt gevoegd.

## Voorbeelden
Voorbeelden van computerspellen waarbij men Team Deathmatch terug kan vinden zijn:
- Call of Duty
- Battlefield
- F.E.A.R.
- Unreal Tournament
- Uncharted
- Warrock
- Tom Clancy's Rainbow Six: Siege

Verder wordt bij vrijwel elke game met multiplayerfunctie gebruikgemaakt van team deathmatch.

## Varianten
Er bestaan ook andere vormen van het spelen met meerdere mensen, hieronder een lijstje:
- Deathmatch
- King of the hill
- Capture the flag
- Search and destroy
- Headquarters